# Pommevic
Pommevic település Franciaországban, Tarn-et-Garonne megyében. Lakosainak száma 580 fő (2022. január 1.). Pommevic Goudourville, Malause, Valence és Merles községekkel határos.

## Népesség
A település népessége az elmúlt években az alábbi módon változott:
| Lakosok száma | 606  | 574  | 564  | 547  | 546  | 546  | 551  | 561  | 580  |
|               | 2013 | 2015 | 2016 | 2017 | 2018 | 2019 | 2020 | 2021 | 2022 |